# Utbildning i Norrköping

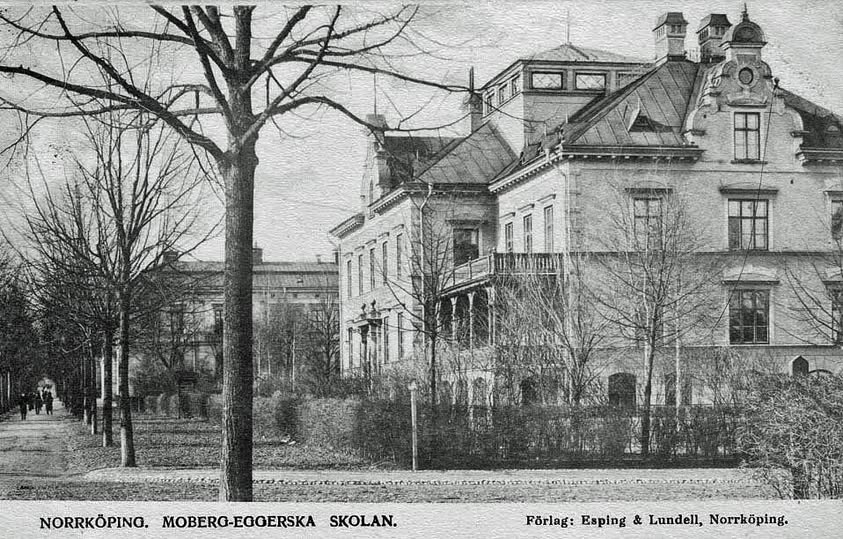
Moberg-Eggerska Flickskolan, 1907

Utbildning i Norrköping har gamla traditioner, och den första folkskolan i staden öppnade 1846. Trots att man i snabb takt byggde skolor räckte dessa nästan aldrig till för den snabba befolkningstillväxten. Många av stadens skolor kom att läggas vid promenaderna utanför stadskärnan och där finns skolbyggnaderna kvar ännu 2010. Norrköping har haft en låg utbildningsnivå vad gäller eftergymnasial utbildning och att åtgärda detta var en av anledningarna till att Campus Norrköping etablerades 1997 som en del av Linköpings universitet.

## Skolor
De äldsta dokumenten om Norrköpings skolor förstördes i samband med att ryssarna brände staden 1719. Man vet med säkerhet att det fanns en skola i Norrköping 1552. Denna trivialskola låg i kvarteret bredvid Sankt Olai kyrka och rektor var Claudius Bothvidi som hade examinerats från Wittenberg 1551. Skolhuset brändes av ryssarna 1719 men byggdes upp igen. Det enkla och primitiva skolhuset ersattes 1801 av en byggnad i sten, arkitekt Carl Fredrik Sundvall.
På 1750-talet kom Petter Swartz till Norrköping och grundade en fabrik som tillverkade snus. Han och hans hustru Brita Ryy var övertygade herrnhutare och ansåg att det var illa ställt med fattiga barns skolutbildning i staden. Med hjälp av egen förmögenhet kunde paret 1772 starta en privatskola för fattiga pojkar och flickor. Domkapitlet försökte stoppa planerna eftersom man befarade att kristendomsundervisningen skulle skilja sig från den gängse lutherska läran, men då hade Swartz redan fått tillstånd av Gustav III. Swartziska friskolans byggnad låg i hörnet Prästgatan och Olai kyrkogata. Skolan hade plats för två klasser med sammanlagt 50 barn. Skolhuset förstördes vid stadsbranden 1822 men byggdes upp igen två år senare. Swartziska friskolan inlemmades i folkskolan på 1880-talet. 1900 blev skolan en externatskola för utvecklingsstörda barn. Skolan lades ned 1940.
I början av 1800-talet stod det dock klart att Swartz skola inte räckte för att täcka behovet av skolundervisning och 1804 öppnade två skolor som drevs på stadens bekostnad. Norra fattigskolan och Södra fattigskolan. 
Brukspatronen Christian Eberstein hade 1815 donerat medel till en söndagsskola för stadens "lärgossars och sjöfolks" undervisning. Eberstein var en av landets rikaste personer och donationen ansågs "nära nog enastående i det svenska skolväsendets historia". En skola motsvarande Chalmers som grundades vid samma tid hade kunnat byggas upp. Men några av Ebersteins arvingar överklagade och lyckades förmå Karl XIV Johan att avgöra tvisten genom förbigående av högsta domstolen. Genom förlikning blev donationen en sjundedel av den ursprungliga. Beslutet ledde till en mindre konstitutionell kris i Sverige. Donationen räckte ändå för att grunda en mindre skola som med tiden fick stor betydelse och kallades "Teknis" i folkmun.
År 1825 startade Ebersteinska skolan med hjälp av donationen från Christian Eberstein och andra bidrag. Skolan bestod dels av en avdelning där man med hjälp av växelundervisning utbildade pojkar i kristendom, skrivning och aritmetik, dels en avdelning där lärgossar, gesäller och sjömän på söndagar utbildades i samma ämnen. På 1850-talet blev skolan en fortsättningsskola, Ebersteinska söndags- och aftonskolan. I samband med detta behövde skolan större lokaler. Skolan hade dittills huserat i kvarteret Gubben vid Norra Strömsgatan (nuvarande Saltängsgatan). Istället för att bygga ut det befintliga skolhuset uppfördes ett nytt i grannkvarteret efter ritningar av stadsarkitekt Carl Theodor Malm Hösten 1860 var det nya skolhuset klart för inflyttning. Snart uppkom problem med att huset sjönk och att sprickor uppkom i ytterväggarna. Skolhuset revs 1934 och tomten har sedan dess varit obebyggd. Skolan flyttade 1931 till gamla lasarettsområdet vid Strömbacken där den befinner sig idag och är Ebersteinska gymnasiet.

### Folkskolan
I april 1846 startade den första folkskolan i det så kallade Rikssalshuset i hörnet Drottninggatan - Trädgårdsgatan. Den första terminen tog man in 55 pojkar och 40 flickor. Undervisningen i folkskolan var gratis men barn vars föräldrar ansågs kunna betala undervisning i någon privatskola togs inte in. Som lärare för pojkarna anställdes Fredik A Forsberg och för flickorna Anna Sofia Lindblom. Den pedagogiska metod som användes var växelundervisning, där äldre elever utbildade de yngre medan läraren hade en mer övervakande roll.
Dc

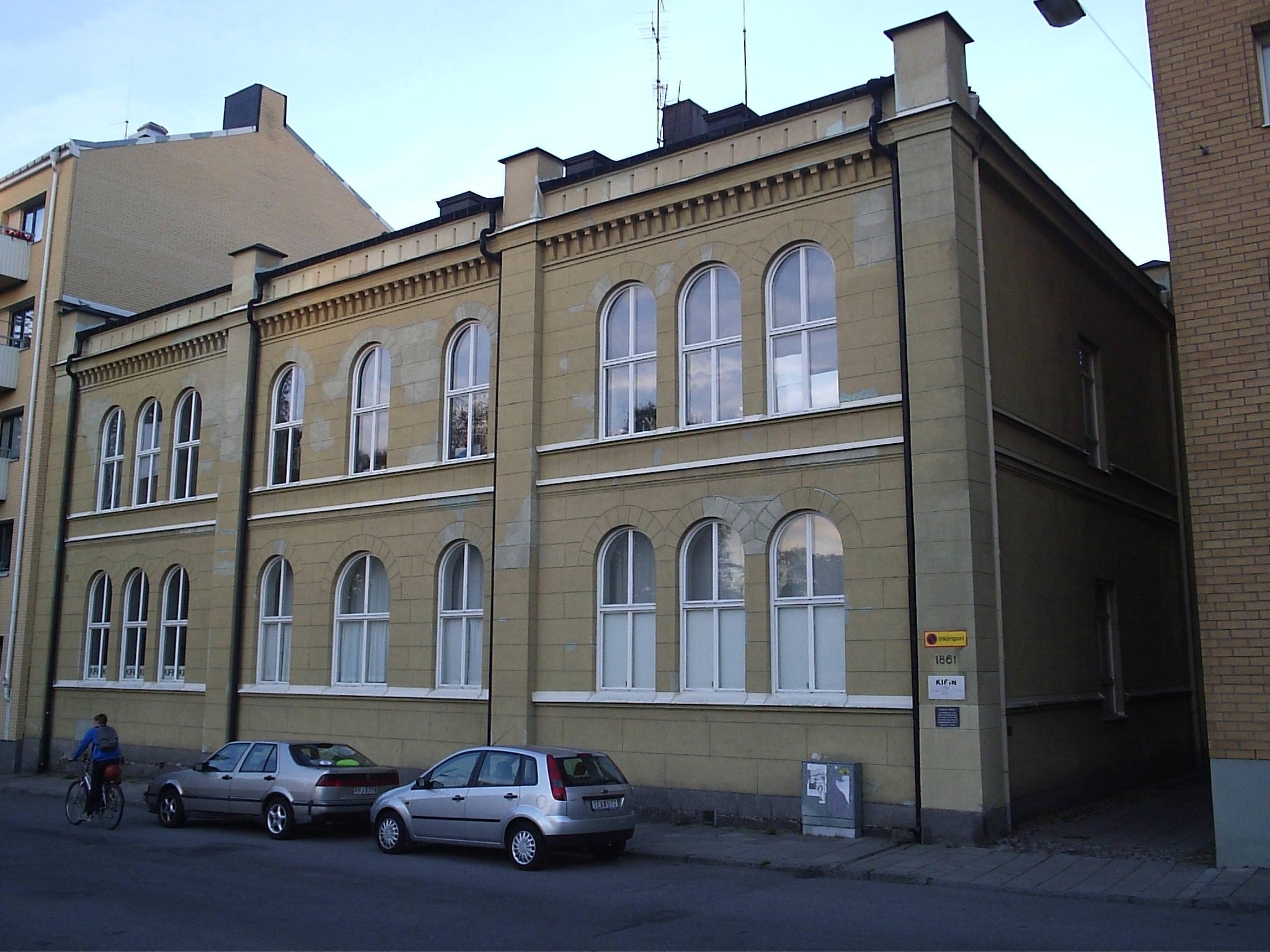
Berzeliusskolan från 1861.

Från 1850-talet och framåt hade Norrköping en snabb befolkningstillväxt. I slutet av 1850-talet började staden att planera byggandet av egna skolhus. Hösten 1861 stod Norra folkskolan (senare Berzeliusskolan) klar på Norr Plankgata efter ritningar av Carl Theodor Malm. År 1864 stod också Västra folkskolan (senare De Geers skola) färdig på Murgärdet vid Södra promenaden, även det ritat av Malm. 1866 byggdes Saltängsskolan (senare Hedvigskolan) efter ritningar av Carl Theodor Glosemeyer. Saltängsskolan kom att orsaka skolrådet många besvär då markförhållandena var dåliga och byggnaden kom att sätta sig. Fukten steg upp från marken vilket gjorde att bottenvåningen inte kunde användas innan byggnaden renoverades på 1880-talet.

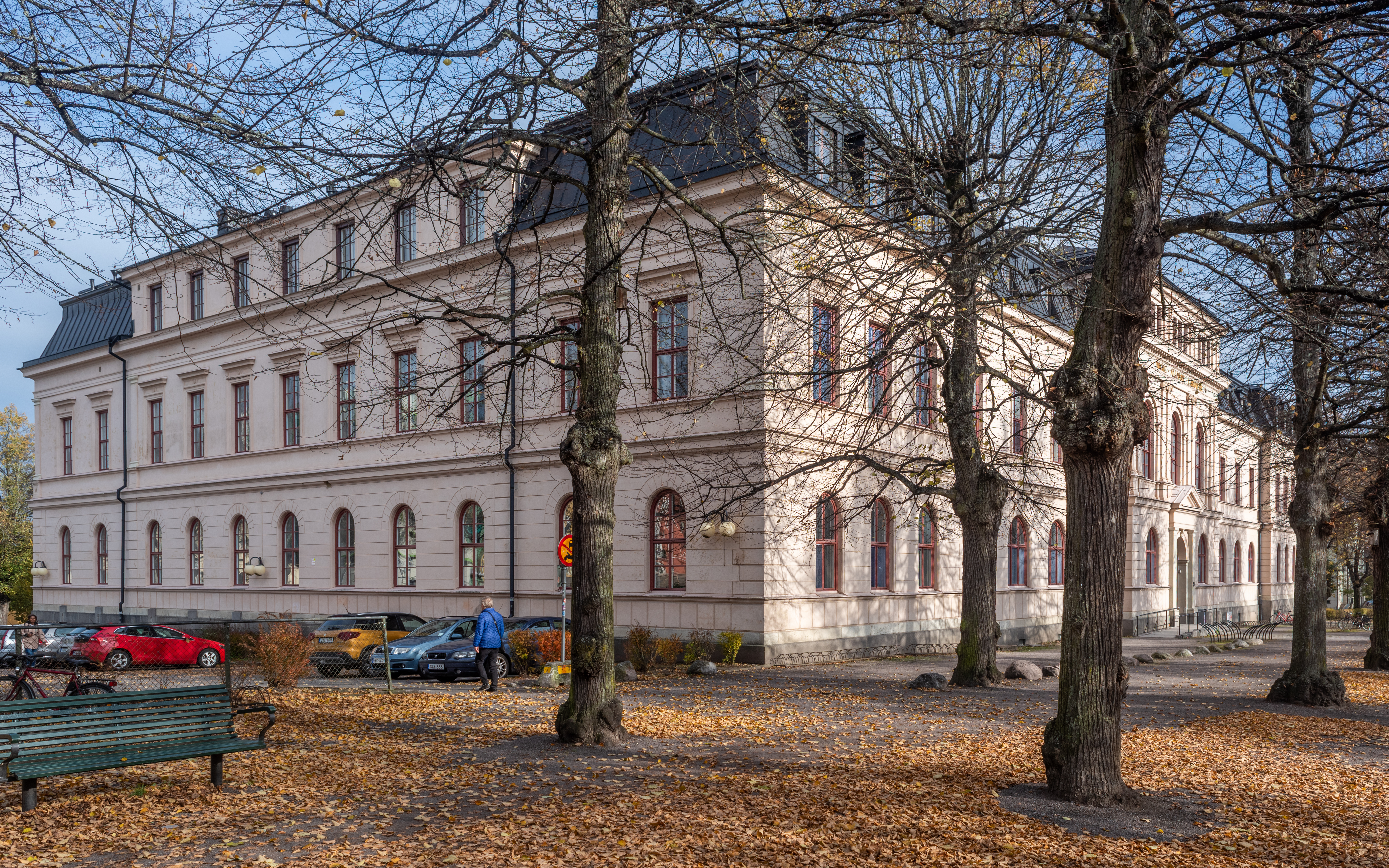
De Geergymnasiet (Elementarskolan) från 1868.

Även Norrköpings trivialskola på Skolgatan hade utrymmesbrist och man ville också ha plats för en utökad undervisning i levande språk, bokföring, fysik och kemi. Förslaget att uppföra ett nytt skolhus på samma plats föll på att detta krävde en grundförstärkning för 60 000 riksdaler. Istället köptes tomten bredvid Västra folkskolan för 50 000 riksdaler. Carl Theodor Malm gjorde ritningar för ett nytt skolhus där kostnaden för att uppföra det beräknades till 240 000 riksdaler. Elementarskolan (senare De Geergymnasiet) uppfördes i putsat tegel med sandstenssockel och två våningar samt ett säteritak. I den stora hallen finns en stor ambassadörstrappa och aulan på övervåningen har som förebild festivitetssalen i Börshuset i Göteborg. Elementarskolan invigdes den 1 september 1868. Både skolbyggnaden och det på andra sidan Nygatan belägna Gamla gymnastkhuset klassades 1973 som "kulturhistoriskt märkliga byggnader".
Den snabba befolkningsökningen gjorde dock att behovet av folkskolor fortsatte att öka. I augusti 1874 redovisade byggnadskommittén att det behövdes skolor för 800 barn i stadens norra och östra delar. Stadsarkitekt Malm åtog sig både att rita och att leda byggnadsarbetet av Nya norra folkskolan (senare Karl Johanskolan) vid Plankgatan. Skolan öppnades i januari 1877. År 1880 stod Östra folkskolan (senare Oscarsskolan) klar. Vid denna anlades också trädgårdsland för skolbarnen och ett arboretum.
På hösten 1881 kunde skolrådet konstatera att det behövdes ännu ett skolhus, både på grund av befolkningstillväxten och att den gamla trivialskolan på Skolgatan var i dåligt skick. 1882 beslutade skolrådet att bygga en folkskola, Kristinaskolan, i kvarteret Hörnet vid Södra promenaden. Även detta hus ritades av stadsarkitekt Malm och togs i bruk i november 1883. Pojkarna hade lektioner på nedre våningen och lekplats på skolans västra sida. Flickorna hade sina lektioner på övre våningen och lekplats på skolans östra sida. Den stora vinden hade en slöjdsal på 400 kvadratmeter.
Under 1880- och 1890-talen fortsatte antalet barn i skolåldern att öka och stadsarkitekten Karl Flodin ritade ytterligare två folkskolor, Gustaf Adolfsskolan vid Södra promenaden och Matteusskolan vid Norra promenaden. Båda skolorna fick skolkök för att flickorna skulle lära sig matlagning och skötsel av ett hem.

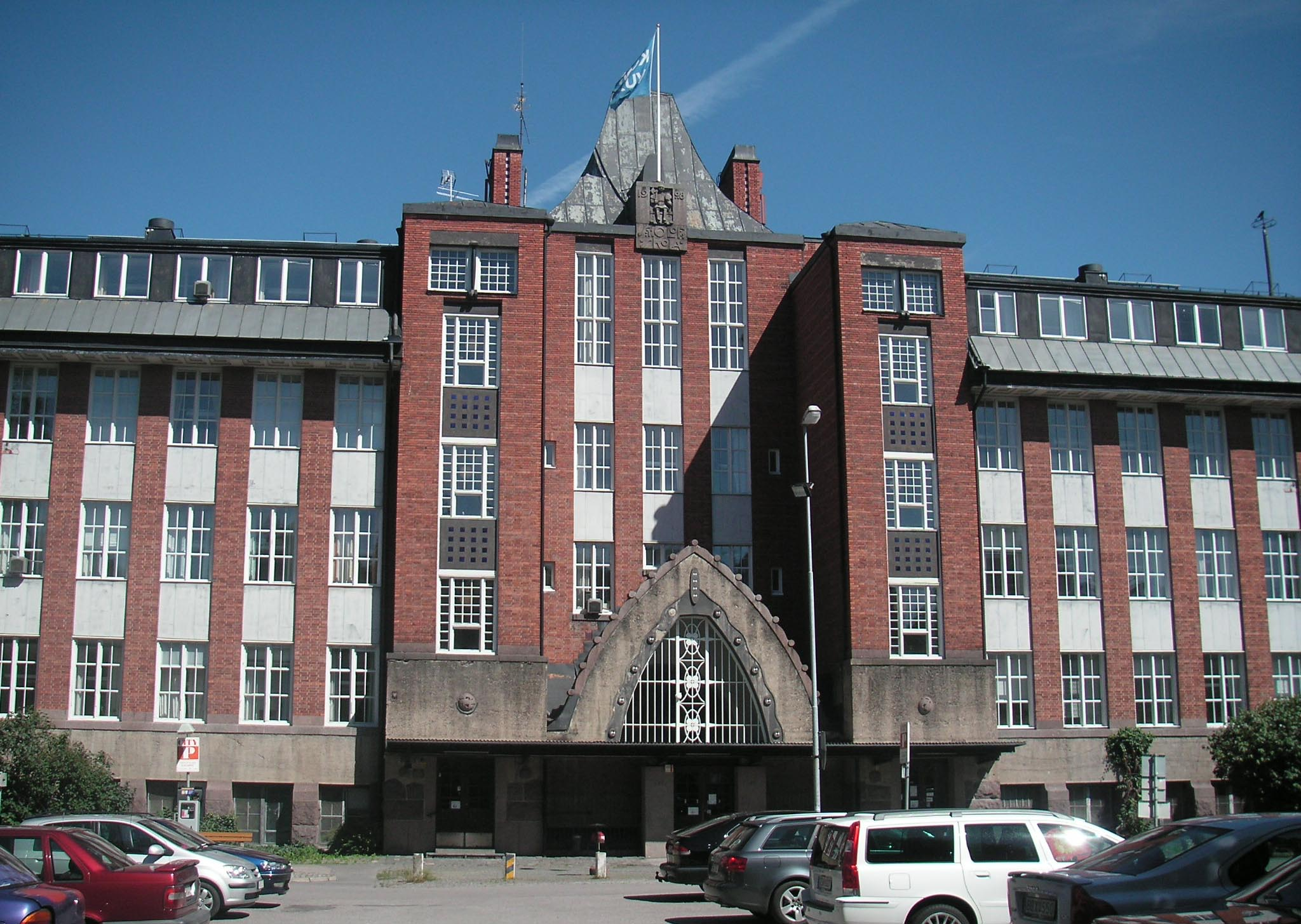
S:t Olofsskolan.

Det behov av klassrum som tillfredsställts genom dessa två skolor försvann snart genom befolkningsutvecklingen. Utrymmesbristen gjorde att många skolelever fick läsa i skift. I början av 1900-talet hade småskoleklasserna i genomsnitt 30 elever och folkskoleklasserna 43 elever. Skolrådet beslutade att bygga en stor skola mitt i stan på platsen bakom Sankt Olaikyrkan där den gamla trivialskolan hade legat och som sedan använts som folkskola. På hösten 1906 inleddes bygget av S:t Olofsskolan efter ritningar av Carl Bergsten. Skolan gjordes tillräckligt stor för att få plats med folkskoleklasser, specialklasser, fortsättningsskolan, skolbibliotek samt bad.

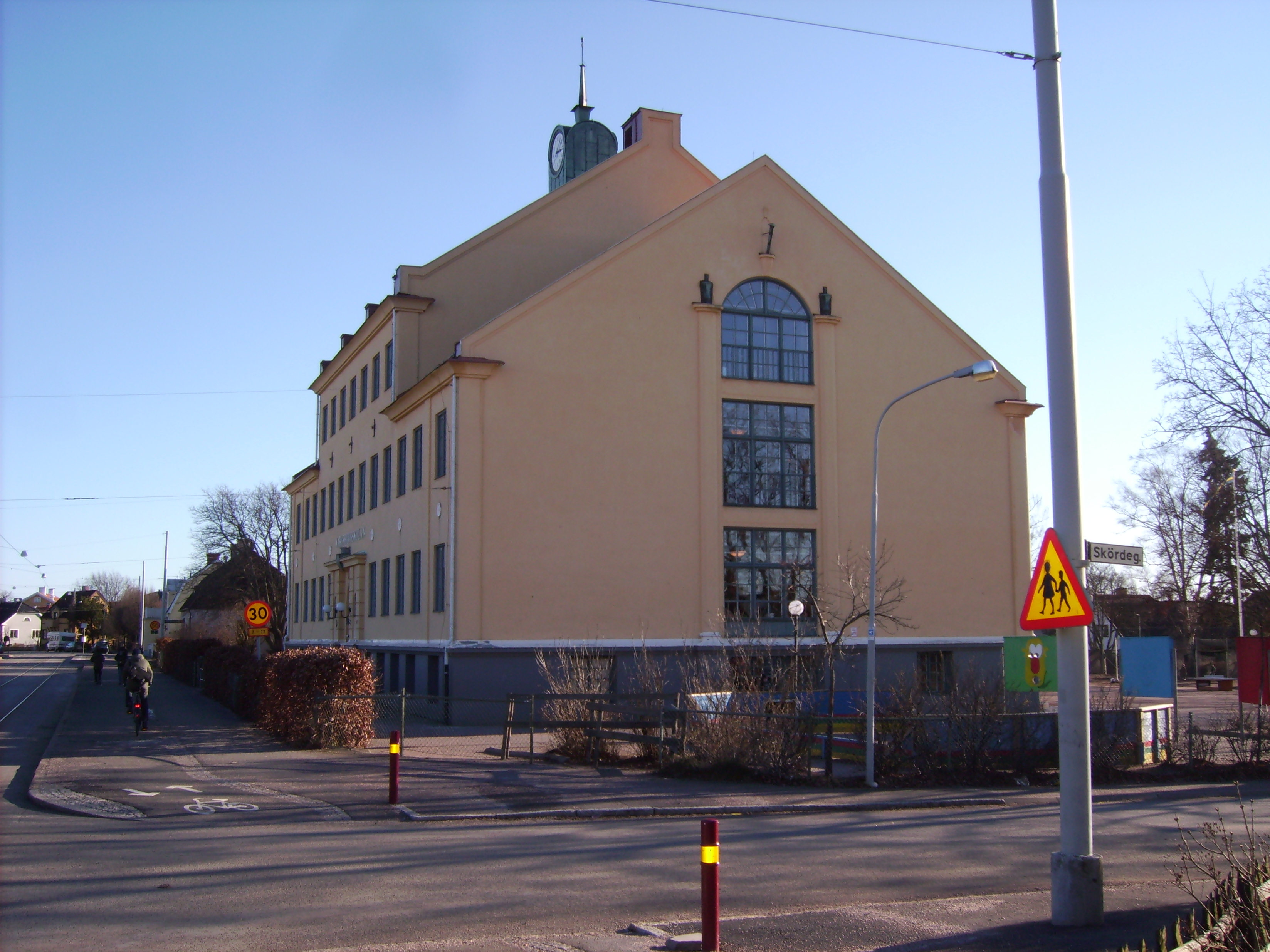
Karlshovsskolan från 1920-talet.

Norr om Norrköpings stad låg Östra Eneby landskommun vars skolor var av sämre kvalitet än skolorNorrköping. Vid Östra Eneby kyrka låg Kyrkskolan och vid Motala ströms utlopp låg Marieborgsskolan. År 1897 byggde Eneby socken Marielundsskolan för att ta hand om barnen i Norrköpings norra förstäder, ett område med särskilt dåliga bostäder precis vid sockengränsen. Efter att landskommunen inkorporerats i Norrköpings stad 1917 fick staden ansvar även för skolorna där. På 1920-talet blev Östra Eneby ett populärt område för att bygga egnahem vilket ytterligare förvärrade bristen på klassrum. Under senare delen av 1920-talet byggdes därför Karlshovsskolan, arkitekt Björn Lönegren. På den östra sidan av Norrköping var Lindö ett populärt område att bygga villor på och 1932 byggdes Lindöskolan, arkitekt Axel Brunskog.

### 1900-talet
1895 fick Norrköping en militärskola för infanterivolontärer vid Södra promenaden. Efter försvarsbeslutet 1925 flyttades utbildningen till Linköping och staden kunde överta denna skola, Källvindsskolan, och använda den för mellanskolan och den högre folkskolan. Detta tillskott innebar att staden 1934 kunde göra folkskolans sjunde år obligatoriskt för alla. 1949 infördes ett obligatoriskt åttonde år i folkskolan och 1955 blev det frivilligt med ett nionde år.
Under andra världskriget övertogs flera folkskolor av de militära myndigheterna och eleverna fick tränga ihop sig i återstående skolor. I mars 1940 infördes ett kokslov där alla elever fick ledigt i tre veckor för att skolorna på så sätt skulle spara bränsle under den kalla vintern. Sportlovet i februari har sedan dess permanentats i Norrköpings skolor. Efter andra världskriget fortsatte befolkningen i Norrköping att växa när nya industrier som Philips, Goodyear och andra etablerade sig. Nya bostadsområden växte upp utanför stadskärnan. 1950 invigdes Klingsborgsskolan (senare Kungsgårdsskolan) som användes som småskola och folkskola, 1951 Hagaskolan och 1956 Ljuraskolan. På 1950-talet införde Norrköping 3-årig realskola, ungefär motsvarande det senare högstadiet. De 61 eleverna som sökte första läsåret delades upp på Ljuraskolan och Hagaskolan. 1961 fick Norrköping sitt andra allmänna gymnasium, Hagaskolan, där eleverna kunde välja mellan latinlinje, reallinje och allmän linje.
Den snabba utbyggnaden av grundskolorna fortsatte på 1960-talet: Smedbyskolan 1964, Vrinneviskolan 1965, Oxelbergsskolan 1966, Skarphagsskolan 1966, Hagebyskolan 1967 samt Enebyskolan 1968. Senare tillkom Borgsmoskolan och Ektorpsskolan. 1979 invigdes Ingelstagymnasiet och hade då utbildningar i fordonsteknik och el- och teleteknik.
Den ständiga bristen på klassrum och behovet av ytterligare klassrum förbyttes i sin motsats på 1980-talet och skolor som Vidablickskolan, Marielundskolan, Tingstadskolan och Talleboskolan lades ned. Däremot tillkom Rambodalskolan. 1975 fick Norrköping sin första privata skola på många år när Rudolf Steiner-skolan öppnade vid det tidigare Ståthöga herrgård. Skolan drivs enligt waldorfpedagogiken.

## Campus Norrköping
Huvudartikel: Campus Norrköping

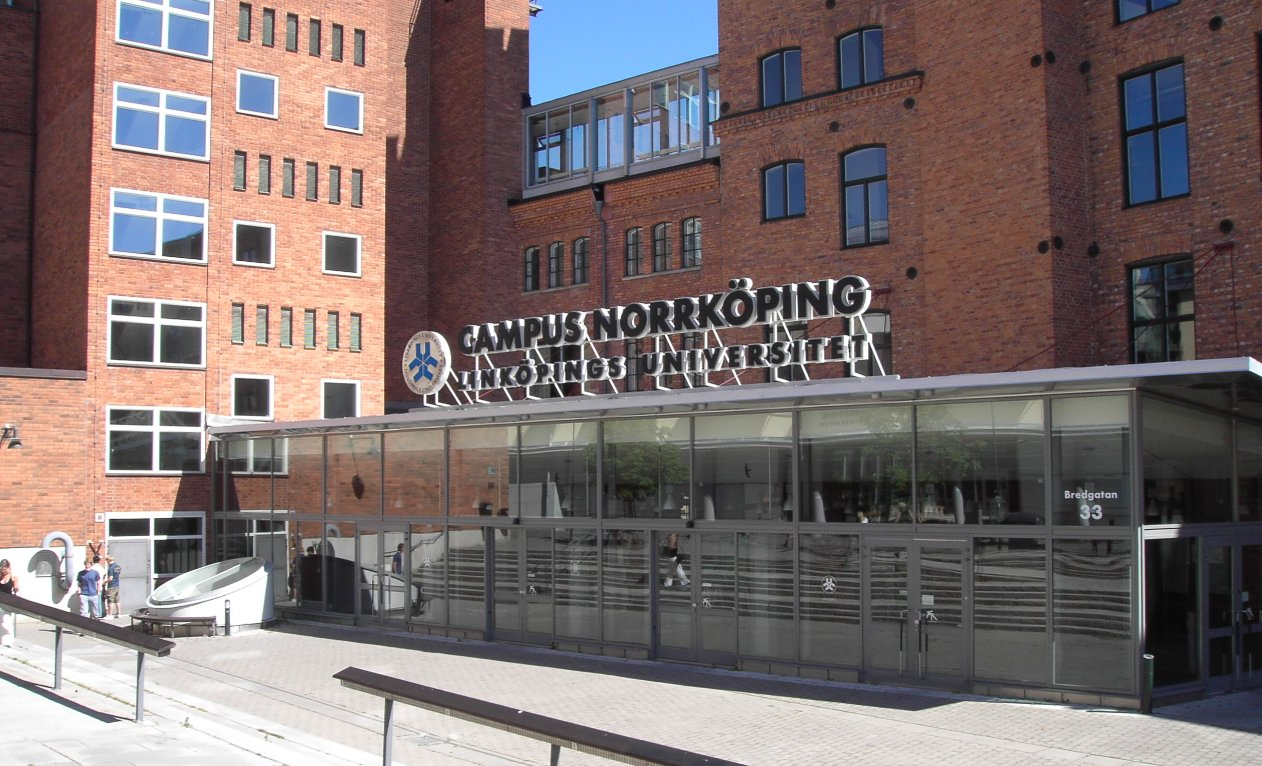
Ingången till Campus Norrköping i den tidigare Ericsson-fabriken

Antalet studentexamina och antalet studenter på universitet eller högskola ökade snabbt under 1950-talet. 1960 tillsatte Norrköping en grupp för att utreda möjligheterna att få högre utbildning till Norrköping. Även Linköping hade samma intresse och båda städerna skapade en högskolekommitté för att arbeta för att Östergötland skulle få en högskola. Från Norrköpings sida hävdade man att Norrköping var det bättre valet på grund av näringslivsstrukturen och den betydligt större befolkningen. För att inte förlora hela universitetet till Örebro eller Västerås kom man dock slutligen överens om att ett östgötskt universitet skulle ha sitt huvudsäte i Linköping men med vissa utbildningar och institutioner förlagda till Norrköping. 1965 beslutade riksdagen att i Linköping förlägga en medicinsk och teknisk högskola samt, som en filial till Stockholms universitet, filosofiska utbildningar. I Norrköping ansågs detta vara ett brott mot en tyst överenskommelse: om Linköping fick universitetet skulle Norrköping få den tekniska högskolan.
De högskolekurser som på 1970-talet förlades till Norrköping var huvudsakligen på deltid och innefattade bland annat administrativ teknik, engelska, företagsekonomi, pedagogik och sociologi. Läsåret 1977/1978 gavs nio 20-poängskurser, därav tre på B-nivå. En utvärdering som kommunen gjorde 1982 visade att både antalet kurser och studenter med tiden minskat och att det totalt sett rörde sig om ett mycket blygsamt utbildningsutbud. I Linköping fanns det ett motstånd mot att öka utbudet i Norrköping om det innebar minskad verksamhet i Linköping. I slutet av 1980-talet studerade cirka 1 000 av universitetets 10 000 studenter i Norrköping.
Från och med 1994 gjorde utbildningsminister Carl Tham klart att regeringen ville bygga ut verksamheten vid de små och medelstora högskolorna. Dessa satsningar riskerade att gå Linköpings universitet förbi eftersom det var alldeles för etablerat för att komma ifråga men samtidigt för litet och för ungt för att konkurrera med orter som Uppsala, Lund och Stockholm. Också planerna på Södertörns högskola sågs som ett hot från Linköpings horisont. Från Norrköpings kommun kom signaler att man övervägde att jobba för en egen högskola som skulle konkurrera med Linköping. Sammantaget ledde detta till att både universitet och kommunen från 1995 började diskutera en större utbyggnad av universitetsutbildningen i Norrköping. I juni 1996 fick Linköpings universitet anslag för ytterligare 2 300 studieplatser, främst avsett för Norrköping.
Från de första konkreta planerna på våren 1995 tog det endast två och ett halvt år innan utbildningarna kunde börja. Snabbheten kan förklaras av att det fanns många lediga lokaler i de tidigare fabriksbyggnaderna i industrilandskapet i centrala Norrköping. Campus Norrköping invigdes i september 1997 och utbildningen var uppdelad i fyra centrumbildningar: Centrum för teknik och naturvetenskap, Centrum för sociala och kulturella förändringsprocesser, Centrum för kultur och medier samt Centrum för lärande.
Vid Campus Norrköping studerade år 2008 5 500 personer.

## Pedagogik

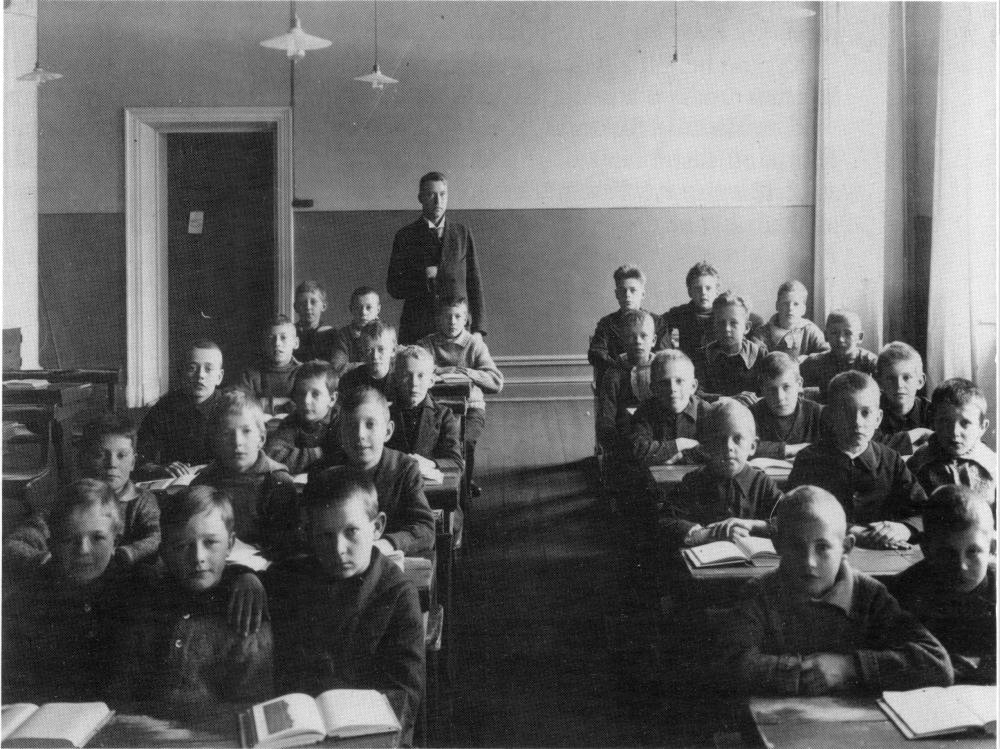
En småskoleklass för pojkar vid Kristinaskolan 1922. Norrköpings skolor har nästan alltid segregerat pojkar och flickor på olika sätt.

Skolundervisningen i Norrköping präglades under början av 1900-talet av uppdelning av pojkar och flickor. Att studera vid det högre allmänna läroverket (De Geerskolan) var länge enbart en utbildning för pojkar men efterhand kunde flickor antas efter särskild prövning. Andelen flickor vid läroverket var 1930 13 procent av eleverna. Norrköping fick sina första skolkök 1897 och alla flickor i folkskolan fick skolköksundervisning en gång i veckan. Det dröjde till 1953 innan även pojkarna fick lära sig laga mat i skolan. 1947 begärde den lokala avdelningen av folkskollärarförbundet att samundervisning skulle införas så att pojkar och flickor undervisades tillsammans. Det kom dock att dröja till 1953 innan samundervisning började införas successivt.
1947 anställde folkskolestyrelsen en musikkonsulent för att bygga upp en frivillig musikundervisning. Denna kom att innebära både körsång och utbildning i musikinstrument. 1958 föreslogs att Norrköping skulle få särskilda musikklasser och staden fick särskilt tillstånd från ecklesiastikdepartementet till detta. Elever med särskilt intresse för musik samlades i klasser med utökad musikundervisning på Hagaskolan och Navestadskolan.
Frågan om skolbarnen skulle vara lediga på lördagen aktualiserades i slutet av 1930-talet då sju familjer som tillhörde sjundedagsadventisterna inte ville låta sina barn gå i skolan den dagen. Skolstyrelsen avslog begäran om lediga lördagar från dessa och meddelade att barnen skulle hämtas av polis om de inte kom till skolan. Detta skedde också men barnen lämnade åter skolan efter frukostrasten. Skolstyrelsen beslöt då att befria dessa barn från närvaroplikt på lördagarna. Frågan om lediga lördagar blev därefter vilande fram till början av 1960-talet. 1962 beslöt skolstyrelsen att pröva detta på Mamreinternatet och i klasser för hörselskadade. Från läsåret 1963-1964 utökades försöket till lediga lördagar i augusti-september och maj-juni. Från höstterminen 1968 hade alla skolor lediga lördagar under hela läsåret.

## Lista över skolor

### Grundskolor
| Skolans namn                 | Skolform | Geografisk plats | Huvudman           |
| ---------------------------- | -------- | ---------------- | ------------------ |
| Bitbocken                    | F-2      | Rambodal         | Kommunen           |
| Bjärbyskolan                 | F-2      | Rambodal         | Kommunen           |
| Borgsmoskolan                | 7-9      | Borgsmo          | Kommunen           |
| De Geers skola               | F-5      | Södra Promenaden | Kommunen           |
| Diamanten                    | F-5      | Navestad         | Kommunen           |
| Djäkneparksskolan            | 7-9      | Östra Promenaden | Kommunen           |
| Ektorpsskolan                | 7-9      | Ektorp           | Kommunen           |
| Ektorpsringen                | F-6      | Ektorp           | Kommunen           |
| Enebypark                    | F-6      | Eneby            | Kommunen           |
| Enebyskolan                  | 7-9      | Eneby            | Kommunen           |
| Folkparksskolan              | F-3      | Folkparken       | Kommunen           |
| Gustaf Adolfsskolan          | F-6      | Södra Promenaden | Kommunen           |
| Hagaskolan                   | 4-9      | Haga             | Kommunen           |
| Hagebyskolan                 | F-9      | Hageby           | Kommunen           |
| Högalundsenheten - Harlyckan | F-3      | Ektorp           | Kommunen           |
| Jönsbergska idrottsskolan    | 5-9      | Vrinnevi park    | Privat             |
| Karlshovsskolan              | F-6      | Haga             | Kommunen           |
| Klockaretorpsskolan          | F-6      | Klockaretorpet   | Kommunen           |
| Kunskapsljuset               | F-6      | Södra promenaden | Privat             |
| Kunskapsskolan               | 6-9      | Knäppingsborg    | Investor           |
| Kyrkskolan                   | F-6      | Pryssgården      | Kommunen           |
| Lindöskolan                  | F-6      | Lindö            | Kommunen           |
| Långtorpsskolan              | F-3      | Lindö            | Kommunen           |
| Matteusskolan                | F-6      | Norra Promenaden | Kommunen           |
| Navestadsskolan              | 4-9      | Navestad         | Kommunen           |
| Oxelbergsskolan              | F-6      | Oxelbergen       | Kommunen           |
| Prolympia                    | 6-9      | Drags            | Ultra Education AB |
| Rambodalsskolan              | 3-6      | Rambodal         | Kommunen           |
| Regnbågsenheten              | F-9      | Ljura            | Kommunen           |
| Rudolf Steiner-skolan        | 1-gym    | Ståthöga         | Privat             |
| Silverdansen                 | F-5      | Navestad         | Kommunen           |
| Skarphagsskolan              | F-6      | Skarphagen       | Kommunen           |
| Skattkammarön                | F-6      | Klockaretorpet   | Personalkooperativ |
| Smedbyskolan                 | F-6      | Smedby           | Kommunen           |
| Svanen                       | F-5      | Hageby           | Kommunen           |
| Tamburinens skola            | F-6      | Klockaretorpet   | Kommunen           |
| Victoriaskolan               | F-9      | Ektorp           | Kommunen           |
| Vilbergsskolan               | F-6      | Vilbergen        | Kommunen           |
| Villastadsskolan             | F-4      | Kneippen         | Kommunen           |
| Vindruvan                    | F-9      | Centrala Nrkp    | Församlingen Agape |
| Vittra                       | 1-9      | Nordantill       | Vittra AB          |
| Vrinneviskolan               | F-6      | Vrinnevi         | Kommunen           |

### Gymnasieskolor
| Skolans namn                         | Pedagogisk inriktning                  | Geografisk plats   | Huvudman             | Elever    |
| ------------------------------------ | -------------------------------------- | ------------------ | -------------------- | --------- |
| De Geergymnasiet                     | Samhäll, Humaniora, Estet, NIU fotboll | Södra Promenaden   | Kommunen             |           |
| Ebersteinska gymnasiet               | Teknik                                 | Linköpingsvägen 6  | Kommunen             |           |
| Gymnasiet för film och musik         | Film och musik                         | Kungsgatan         | Studiefrämjandet     |           |
| Hagagymnasiet i Norrköping           | Humaniora                              | Haga               | Kommunen             | cirka 600 |
| Himmelstalundsgymnasiet              | Djurskötsel                            | Himmelstalund      | Landstinget          |           |
| REAL-Gymnasiet                       | Hästskötsel, Teknik/IT                 | Kungsgatan         | Lärande i Sverige AB |           |
| Kungsgårdsgymnasiet                  | Ekonomi, Handel, Hantverk              | Södra Promenaden   | Kommunen             |           |
| Kunskapsgymnasiet                    | Humaniora, natur                       | Industrilandskapet | Privat (Investor)    |           |
| Marielundsgymnasiet                  | Individuella programmet                | Marielundsskolan   | Kommunen             |           |
| Transporttekniskt utbildningscentrum | Fordonsutbildning                      | Bråvalla           | Kommunen             |           |

### Flickskolor
| Skolans namn                                                    | Tid                     | Geografisk plats | Huvudman |
| --------------------------------------------------------------- | ----------------------- | ---------------- | -------- |
| Norrköping stads kommunala flickskola                           | 1939-1970               | Östra Promenaden | Kommunen |
| Norrköpings östra läroverk för flickor (Malmska skolan)         | 1903-1939               | Östra Promenaden | Privat   |
| Norrköpings norra läroverk för flickor (Pihlska skolan)         | 1880-1939               | Norra Promenaden | Privat   |
| Anna och Karin Malms högre flickskola                           | 1896-1939               | Hospitalsgatan   | Privat   |
| Norrköpings högre skola för kvinnlig ungdom (Löfholmska skolan) | Före 1880- omkring 1903 |                  | Privat   |
| Moberg-Eggerska Flickskolan                                     | 1885-1941               | Södra Promenaden | Privat   |
| Mobergska barnhusets flickskola                                 | 1808-1885               |                  | Privat   |
| Eggerska skolan                                                 | 1830-1885               |                  | Privat   |

Källa: Kommunala grundskolor, Privata grundskolor, Gymnasieskolor. Läst 5 april 2008.